# Sebastian Block & Band
Sebastian Block & Band war eine deutsche Indie-Pop-Band. Die Musikgruppe um den Sänger Sebastian Block hatte sich 2010 in Berlin formiert. Nach 2016 löste sich die feste Besetzung der Band auf und Sebastian Block trat mit wechselnden Musikern auf. In einem Radiointerview im April 2021 teilte Sebastian Block mit, dass die Band nicht mehr bestehe, sondern er sich mittlerweile als Solo-Künstler verstehe.

## Geschichte
Kopf und Namensgeber der fünfköpfigen Band ist Sebastian Block, der bereits mit Mein Mio einem breiteren Publikum bekannt wurde. Am Schlagzeug sitzt Catharina Behr, der Bass wird von Mathieu Tascher gespielt. Komplettiert wird die Band durch Guillermo Morales an der zweiten Gitarre und durch Ruud van der Zalm, der für Percussion, Melodica und Tamburin verantwortlich zeichnet.
Am 24. Juni 2011 veröffentlichten Sebastian Block & Band das Debütalbum Bin ich du mit insgesamt zehn Liedern. Das Album erschien auf dem Label JANUAR, das Sebastian Block etwa zeitgleich mit der Bandformierung Ende 2010 gegründet hatte. Produziert wird die Musik von Sven van Thom und Thomas von Pescatore.
Zum Record Release spielte die Band zwei Live-Konzerte in Brandenburg an der Havel und in Berlin. Im Anschluss folgte eine Tournee durch Deutschland und die Schweiz im Herbst 2011 und Frühjahr 2012. Darüber hinaus hatten Sebastian Block & Band Auftritte auf der Berlin Music Week in den Jahren 2011 und 2012. Schließlich tourte Sebastian Block solo als Support für Mikroboy.
Mit ihrer ersten Single-Auskoppelung Ich hoffe ja konnte die Band am 12. August 2011 den rbb ZIBB Sommer Song Contest für sich entscheiden. Am 1. Oktober 2011 folgte ein Auftritt beim radioeins Völkerball, den Sebastian Block & Band bei einem Band-Wettbewerb des Radiosenders gewonnen hatten. Am 13. September 2012 kam der Film Wir wollten aufs Meer von Toke Constantin Hebbeln mit August Diehl, Alexander Fehling u. a. in die deutschen Kinos, für den Sebastian Block den Musiktitel Unsere Heimat ist die See geschrieben hatte. Die Band ist in dem Film in einer Barszene mit diesem Song zu sehen.

## Stil

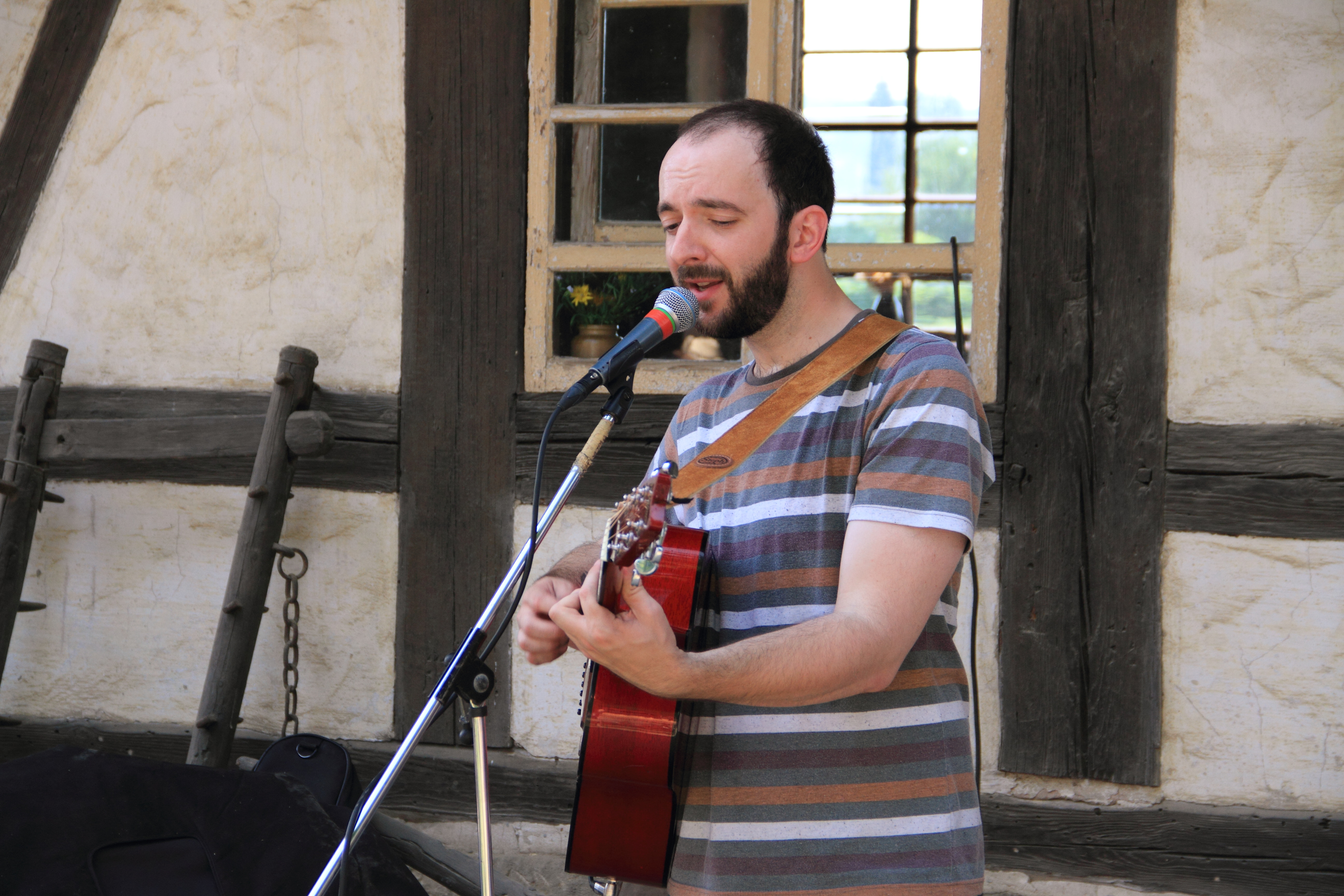
Sebastian Block als Straßenmusiker auf dem TFF Rudolstadt, 2015

Stilistisch ist die Musik der Band im Bereich des deutschen Indie-Pop einzuordnen. Folk- und Rock-Elemente sowie mehrstimmiger Background-Gesang ergänzen die musikalischen Arrangements.

## Diskografie

### Alben
- 2011: Bin ich Du
- 2012: Bin ich Du (Limited Edition mit Akustik-Versionen)
- 2015: Der Mond ist schuld

### Singles
- 2010: Unsere Heimat ist die See
- 2011: Ich hoffe ja
- 2011: Wir fallen tief
- 2012: Es passiert
- 2016: Halb so schlimm

## Videos
- Ich hoffe ja[2]
- Wir fallen tief[3]
- Es passiert[4]
- Halb so schlimm[5]